# Собор Ивановских святых
Собор Ивановских святых, Собор Иваново-Вознесенских святых, Собор святых Ивановской митрополии — праздник 7 (20) июня, посвящённый прославлению святых, которые территориально или исторически связаны с Иваново-Вознесенской епархией (в 2012 году преобразована в Ивановскую митрополию) или нынешней Ивановской областью.

## История
Празднование установлено 7 декабря 2000 года по благословению патриарха Московского и всея Руси Алексия II. Архиепископ Ивановский и Кинешемский Амвросий обратился к Алексию II с ходатайством об установлении дня памяти Собора, так как на Ивановской земле подвизалось много подвижников благочестия, в том числе новомучеников и исповедников. Приурочение даты — день образования Ивановской области (20 июня 1918 года). По мысли Амвросия, выбор этого дня поможет духовному единению светской власти и народа с Церковью.
С декабря 2000 по июнь 2001 года епархиальной комиссией по канонизации был уточнён список Собора, который был дополнен местночтимыми святыми.
Список святых Собора Иваново-Вознесенской митрополии составлен в соответствии с определением Священного синода Русской православной церкви от 26 июля 2010 года (журнал № 65): «В состав епархиального Собора святых включать подвижников, основным местом подвига, либо погребения которых является данная епархия» и определением Священного синода от 23 октября 2014 года (журнал № 107) о порядке установления Соборов святых для митрополий: «для епархий, входящих в состав митрополий, могут, по благословению патриарха Московского и всея Руси, учреждаться Соборы святых митрополий». В соответствии с данным определением список рассматривался, исходя из границ Ивановской митрополии, в которую включены Иваново-Вознесенская, Кинешемская и Шуйская епархии.
Список собора святых Ивановской митрополии утверждён резолюцией Патриарха Московского и всея Руси Кирилла от 07 мая 2015 года.
Поименный список Собора утвердил Священный Синод РПЦ 16 мая 2023 года (журнал № 31). В Собор вошли святые, которые жили на нынешней территории Ивановской области, в том числе новомученики и исповедники.
24 октября 2024 года список Собора был дополнен именами святых Феодора Стародубского и Киприана Суздальского.
Ежегодно в Ивановской области проходят торжества Собора Святых Ивановской Митрополии: 20 июня — в Иваново, 21 — в Кинешме и 22 — в Шуе.

## Список святых
- Блгв кн. Феодор Стародубский (+ 1330, память 21 июня);
- Прп. Тихон Лухский, чудотворец (+ 1503, память 16 июня, 26 июня);
- Присп. Леонтий Михайловский (Стасевич), архим. (+ 1972, память 28 января).
- Блж. Симон Юрьевецкий (+ 1584, память 10 мая, 4 ноября);
- Блж. Киприан Суздальский (+ 1622, память 22 июля, 2 октября);
- Свт. Митрофан Воронежский (+ 1703, память 7 августа, 4 сентября, 23 ноября);
- Сщмчч. Павел Светозаров и Иоанн Рождественский, мчч. Авксентий Калашников, Николай Малков, Пётр Языков, Сергий Мефодиев и мц. Анастасия (+ 1922, память 27 апреля);
- Мч. Максим Румянцев, блаж. (+ 1928, память 31 июля);
- Сщмч. Владимир Введенский, свящ. (+ 1931, память 21 марта);
- Исп. Иоанн Блинов, псаломщик (+ 1932, память 19 марта);
- Мч. Алексий Ворошин (+ 1937, память 12 сентября);
- Сщмч. Иоанн Прудентов, свящ. (+ 1937, память 12 сентября);
- Сщмч. Феодор Лебедев, прот. (+ 1937, память 12 сентября);
- Сщмч. Константин Твердислов, иерей (+ 1937, память 18 сентября);
- Сщмч. Пётр Лебедев, свящ. (+ 1937, память 14 октября);
- Сщмч. Августин (Беляев), архиеп. Калужский (+ 1937, память 10 ноября);
- Прмцц. Маргарита (Закачурина), Тамара (Проворкина) (+ 1937, память 2 декабря);
- Сщмчч. Иоанн Румянцев и Константин Разумов, мцц. Анна Серова и Елисавета Румянцева (+ после 1937, память 31 июля);
- Сщмч. Александр Крылов, прот. (+ 1938, память 26 декабря);
- Сщмчч. Евфимий Тихонравов, Иоанн Успенский (+ 1938, память 22 января);
- Сщмч. Стефан Преображенский, свящ. (+ 1938, память 23 марта);
- Прмц. Севастиана (Агеева-Зуева), монахиня (+ 1938, память 28 июня).